# Tomoru Honda
Pour les articles homonymes, voir Honda (homonymie).
Tomoru Honda est un nageur japonais né le 31 décembre 2001 à Yokohama. Il a remporté la médaille d'argent du 200 m papillon masculin aux Jeux olympiques d'été de 2020 à Tokyo. Il participe à l'International Swimming League au sein des Tokyo Frog Kings.